# Coma-Berenices-Zwerggalaxie

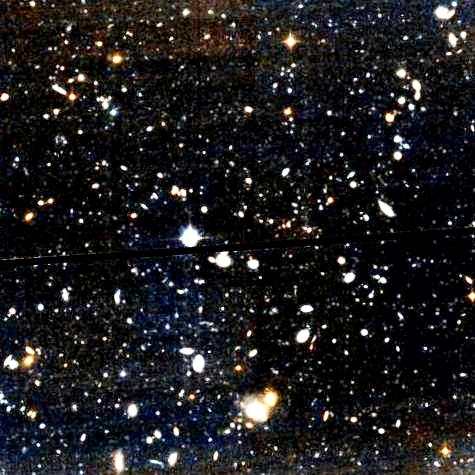
Zwerggalaxie Coma - (Hubble-Weltraumteleskop - Hubble Legacy Archive)

Die Coma-Berenices-Zwerggalaxie, kurz auch Com, ist eine spheroidale Zwerggalaxie im Sternbild Haar der Berenike. Sie wurde im Jahr 2006 in Aufnahmen der Durchmusterung des Sloan Digital Sky Survey entdeckt.

## Eigenschaften

### Größen
Die Galaxie befindet sich in einer Entfernung von etwa 44 kpc zu unserem Sonnensystem und entfernt sich von unserer Sonne mit einer Geschwindigkeit von etwa 98 km/s.
Sie besitzt eine ellipsoide Form mit einem Achsverhältnis von etwa 5:3 und einen Halblichtradius von 70 pc.

### Leuchtkraft
Com ist eine der kleinsten und lichtschwächsten Satellitengalaxien unserer Milchstraße (nur Segue 1, Segue 2, Bootes II und Willman 1 sind lichtschwächer). Die integrale Leuchtkraft entspricht mit einer absoluten Helligkeit von MV = -4,1m in etwa dem 3.700fachen der Sonne, was weniger ist als die Helligkeit der Mehrheit der Kugelsternhaufen.
Trotzdem besitzt die Zwerggalaxie aufgrund eines hohen Masse-Leuchtkraft-Verhältnisses von 450 eine Gesamtmasse von etwa 1,2 Millionen Sonnenmassen. Dies impliziert eine für diesen Galaxientyp nicht untypische Dominanz durch Dunkle Materie.

### Metallizität
Die Sternpopulation der Coma-Berenices-Zwerggalaxie setzt sich hauptsächlich zusammen aus älteren Sternen, die vor mehr als 12 Milliarden Jahren entstanden. Die Metallizität dieser altern Sterngeneration ist entsprechend gering mit [Fe/H] = −2,53 ± 0,45, d. h., sie besitzt nur ein 350stel an Elementen, verglichen mit der Sonne.
Die Sterne dieser Zwerggalaxie gehören damit wohl zu den ersten Sternen überhaupt, die sich im Universum gebildet haben. Derzeit ist in dieser Galaxie keine Sternentstehung feststellbar, die untere Messgrenze an neutralem Wasserstoffgas liegt bei 46 M☉.

### Herkunft
Der Coma Zwerg befindet sich nahe dem Sagittarius-Strom, der sich aus verlorengegangenen Sternen der Sagittarius-Zwerggalaxie zusammensetzt. Dies macht eine frühere physische Verbindung dieser beiden Galaxien wahrscheinlich.